# LOVE SLAVE
『LOVE SLAVE』（ラブ・スレイブ）は、1993年7月31日に配布されたGLAYのデモテープである。

## 概要
- ライブハウス「神楽坂EXPLOSION」で配布されたデモテープ。
- ジャケットはTERUが手がけている。

## 収録曲
1. LOVE SLAVE (Hyper version)
デモテープ「SPEED POP」からの音源。1991年のデモテープ「Angelus Bell」に収録されている曲の再録バージョン。
2. POISON (90 8 REC～)
1990年のデモテープ「GLAY;1 POISON」に収録されていた音源。再録はされていない。